# Сражение в Кильском заливе
Сражение в Кильском заливе — морское сражение датско-шведской войны 1643—1645 годов между датским и шведским флотами, состоявшееся 1 июля 1644 года. Бой принес незначительный успех датско-норвежскому флоту под командованием Йоргена Винда, при содействии сил короля Кристиана IV, над шведским флотом под командованием Класа Ларссона Флеминга.

## Ход битвы
Датско-норвежский флот состоял из 40 судов с около 924 орудиями, шведский — из 34 кораблей с 1018 орудиями и 7 брандеров.
Датчане двигались с востока, а шведский флот с запада, они встретились к северу от острова Фемарн. В ходе перестрелки шведы развернулись и пошли на юг вдоль западного берега Фемарна, к отмелям, в то время как датчане последовали немного дальше от берега. Шведы повернули на север и развернулись, прежде чем возобновить движение на запад. По мере того как бой развивался, флоты повернули по ветру на север, а затем обратно на восток, к югу от острова Лангеланн. Когда шведы приблизились к острову Лолланн, то повернули на юг и в конце концов оказались в Кильской бухте, в то время как датчане продолжили движение на юго-восток и встали на якорь к востоку от Фемарна.

## Потери
Ни одна из сторон не потеряла ни корабля. Датско-норвежские потери составили 37 человек убитыми и 170 ранеными, а шведские потери — 32 человека убитыми и 69 ранеными. Среди датских потерь был и командир — Йорген Винд, который умер от ран вскоре после битвы, а король Кристиан IV потерял в ней глаз.

## Последствия
Датско-норвежский флот достиг незначительного успеха, смог на время заточить шведский флот в Кильской бухте, но сражение не было решающим. В последующем датско-норвежский флот был наголову разбит у берегов Фемарна.